# Erin Murphy
Erin Murphy (Encino, 17 giugno 1964) è un'attrice statunitense.
Ha recitato nella serie televisiva Vita da strega, interpretando il personaggio di Tabatha dapprima, tra il 1966 ed il 1971, insieme alla sorella gemella Diane Murphy, in seguito, nel 1972, da sola.
Dopo la chiusura di Vita da strega, Erin Murphy partecipò ad altre serie come Lassie, diventando in seguito corrispondente per Fox Reality Channel ed ospite fissa di numerosi programmi e reality show televisivi.
Attualmente lavora sempre nel mondo dello spettacolo, come presentatrice.

## Riconoscimenti
- Young Hollywood Hall of Fame (1970's)